# Campeonato Mundial de Tiro al Plato de 1961
El X Campeonato Mundial de Tiro al Plato se celebró en Oslo (Noruega) en el año 1961 bajo la organización de la Federación Internacional de Tiro Deportivo (ISSF) y la Federación Noruega de Tiro Deportivo.

## Resultados

### Masculino
| Evento | Oro                                    | Plata                                      | Bronce                          |
| ------ | -------------------------------------- | ------------------------------------------ | ------------------------------- |
| Foso   | Ennio Mattarelli · Italia · 296 pts.   | Francis Eisenlauer Estados Unidos 296 pts. | Ion Dumitrescu Rumania 295 pts. |
| Skeet  | Carlos Plaza Márquez · Venezuela · 199 | Bernard Hartman Canadá 198                 | Arkadi Kaplun URSS 197          |

## Medallero
| Núm. | País           | Oro | Plata | Bronce | Total |
| ---- | -------------- | --- | ----- | ------ | ----- |
| 1    | Italia         | 1   | 0     | 0      | 1     |
|      | Venezuela      | 1   | 0     | 0      | 1     |
| 3    | Canadá         | 0   | 1     | 0      | 1     |
|      | Estados Unidos | 0   | 1     | 0      | 1     |
| 5    | Rumania        | 0   | 0     | 1      | 1     |
|      | URSS           | 0   | 0     | 1      | 1     |
|      | TOTAL          | 2   | 2     | 2      | 4     |